# Conca de Foxe
La conca de Foxe (en anglès: Foxe Basin) és una conca oceànica que es troba al nord de la Badia de Hudson, a Nunavut, Canadà, entre l'illa de Baffin i la península de Melville. Durant la major part de l'any es troba coberta pel gel o bloquejada per gel flotant.
Les aigües fredes de la Conca de Foxe, riques en nutrients, són especialment favorables al fitoplàncton i les nombroses illes que hi ha en ella són importants hàbitats d'aus, incloent la gavineta cuaforcada i molts altres tipus d'ocells limícoles. La balena de Groenlàndia migra a la part septentrional de la conca cada estiu.

## Geografia
La conca de Foxe es troba al nord de badia de Hudson, comunicant-se amb ella a través del canal de Foxe. La conca està delimitada, al sud, per la península de Foxe, a l'est i nord, per la costa occidental de l'illa de Baffin, i a l'oest per la costa oriental de península de Melville i la costa septentrional de l'illa Southampton, separades ambdues per l'estret del Fury i l'Hecla, que connecta aquesta conca amb el golf de Boothia. Hi ha una altra connexió amb la badia de Hudson, vorejant l'illa Southampton per l'oest, a través de l'estret Frozen, la badia Repulse i l'estret de Roes Welcome.
La conca Foxe té una longitud d'uns 600 km i una amplada màxima de 450 km i al seu interior hi ha nombroses illes, sent les més grans l'illa del Príncep Carles, Bray, Air Force, Koch, Rowley, Foley, Jens Munk i les illes Spicer.

## Història
La conca pren el seu nom de l'explorador anglès Luke Fox, que va ser el primer navegant conegut que es va endinsar en les seves aigües recorrent la costa occidental d'illa de Baffin, fins que es va veure obligat a tornar a causa del gel, a 66° 47′ N, en la seva expedició de 1631.
El nom se li va donar gairebé 200 anys més tard, per un altre explorador anglès, William Edward Parry, que en la seva segona expedició de 1822-24, amb els vaixells Fury i Hecla, també es va endinsar en les seves aigües a la recerca del Pas del Nord-oest.

## Costes

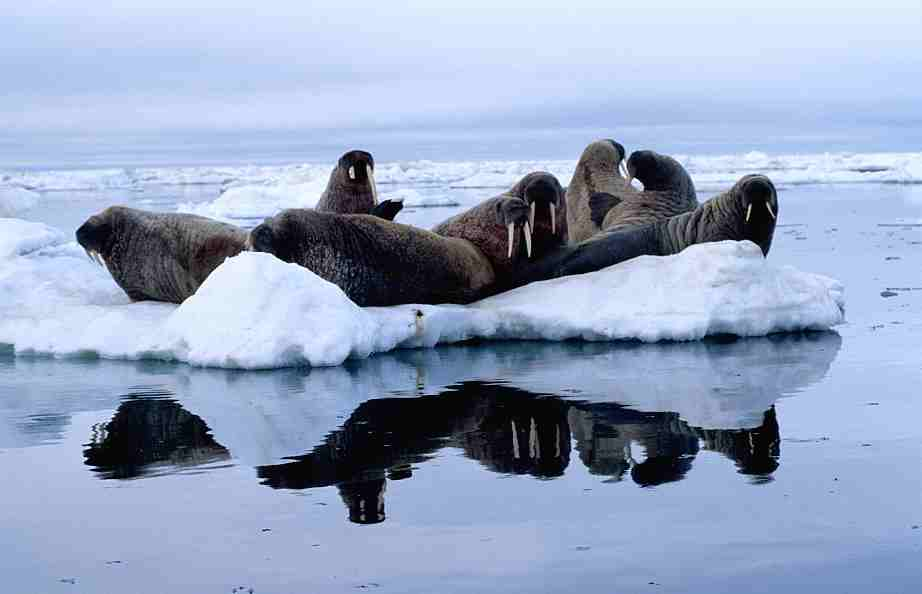
Grup de morses de l'Atlàntic (Odobenus rosmarus rosmarus), damunt de gel a la deriva a la conca de Foxe, juliol de 1999.

El terreny és rocallós i escarpat a la meitat sud de la regió i, en general de baixa altitud al nord. Es troben alts penya-segats en tota la part sud de la regió, on nien la majoria de les aus marines. També hi ha pantans costaners i mudflat de fins a 6,5 km d'ample en la immensa plana de la secció oriental de la conca de Foxe, així com en les badies de l'Illa Southampton.

## Vida salvatge
Aquesta és una de les zones menys conegudes de l'Àrtida canadenca, tot i que està demostrant ser biològicament molt rica i diversa. Les nombroses polynyas, al nord de la conca de Foxe, suporten altes densitats de foca barbuda i el major grup de morses del Canadà (més de 6000 exemplars). La foca barbuda i l'os polar són comuns, sent el nord de l'illa Southampton un dels llocs amb més alta de densitat d'ossos polars del Canadà. Durant l'estiu són nombroses les balenes de Grenlàndia, belugues i narvals. Tant la balena de Grenlàndia com la beluga passen l'hivern en aigües del nord-est de la Badia de Hudson. La regió és el principal baluard d'Amèrica del Nord de la gavineta cuaforcada, amb uns 10.000 parelles niant-hi. També es reprodueixen a la zona el Somorgollaire alablanc, el xatrac àrtic, elgavinot hiperbori, el gavià argentat de potes roses i la gavina d'ivori.